# Гобер, Даниэль
Даниэ́ль Луи́з Ре́жина Гобе́р (фр. Danièle Louise Régina Gaubert; 9 августа 1943, Нюар, Ньевр, Франция — 4 ноября 1987, Марсель, Буш-дю-Рон, Франция) — французская актриса и фотомодель.

## Карьера
Даниэль Луиз Режина Гобер родилась 9 августа 1943 года в Нюаре (департамент Ньевр, Франция).
Она начала свою карьеру в качестве фотомодели в 1958 году. В качестве модели Даниэль снималась для журналов «Esquire» (1960), «Playboy» (1969) и «Oui» (1974).
В 1959 году Даниэль заметил режиссёр Клод Отан-Лара, который утвердил её на роль Лидии в фильме «Регаты в Сан-Франциско» (1960). В последующие 14 лет Гобер сыграла ещё более чем в 15-ти фильмах.

## Личная жизнь
В 1963—1968 года Даниэль была замужем за Радамесом Трухильо Мартинесом. В этом браке Гобер родила двоих детей, включая дочь Изабель Трухильо Мартинес.
В 1972—1987 года (до своей смерти) Даниэль была замужем во второй раз за горнолыжником Жан-Клодом Килли (род.1943). В этом браке Гобер родила своего третьего ребёнка — дочь Эмили Килли.

## Смерть
Даниэль Гобер скончалась в возрасте 44 лет после продолжительной борьбы с раком 4 ноября 1987 года в Марселе (департамент Буш-дю-Рон, Франция). Похоронена в Кюрвале, департамент Тарн.

## Фильмография
| Год  |   | Русское название                                 | Оригинальное название        | Роль                  |
| ---- | - | ------------------------------------------------ | ---------------------------- | --------------------- |
| 1960 | ф | Регаты в Сан-Франциско                           | Les régates de San Francisco | Лидия                 |
| 1960 | ф | Пустырь                                          | Terrain vague                | Дан                   |
| 1961 | ф | Наполеон II, Орлёнок                             | Napoléon II, l'Aiglon        | Тереза Пэш            |
| 1961 | ф | Да здравствует Генрих IV, да здравствует любовь! | Vive Henri IV, vive l’amour! | Шарлотт де Монморанси |
| 1961 | ф | Парижский тротуар                                | Le Pavé de Paris             | Арлетт                |
| 1962 | ф | Цыганский барон                                  | The Gypsy Baron              | Саффи                 |
| 1962 | ф | Миланская история                                | A Milanese Story             | Валерия               |
| 1963 | ф | Большая интрижка                                 | Das große Liebesspiel        | француженка           |
| 1963 | ф | Встреча в Зальцбурге                             | Encounter in Salzburg        | Мануэла               |
| 1964 | ф | Полёт из Ашии                                    | Flight from Ashiya           | Лейла                 |
| 1967 | ф | Амбал                                            | Le Grand Dadais              | Эммануэль             |
| 1968 | ф | Парижа не существует                             | Paris n'existe pas           | Анжела                |
| 1968 | ф | Одинокая волчица                                 | La Louve solitaire           | Франсуаза             |
| 1969 | ф | Камилла 2000                                     | Camille 2000                 | Маргарита Готье       |
| 1969 | ф | Как, когда и с кем                               | How, When and with Whom      | Паола                 |
| 1970 | ф | Подземелье                                       | Underground                  | Ивонн                 |
| 1972 | ф | Снежная работа                                   | Snow Job                     | Моника Скотти         |